# セントラルフーズ
株式会社セントラルフーズは、食肉の加工およびハム・ソーセージ類や惣菜の製造販売を行う食品会社である。
東急グループに属する企業の一つで、東急百貨店の子会社。
東急百貨店への販売店出店や東急ストアの精肉売場展開など東急グループ内を事業の中心としているが、販売店「ローゼンハイム(Rosenheim)」を丸井や西武百貨店にも出店するなど、グループ外への店舗展開も見られる。
山形県産の黒毛和牛牛肉「手ノ子牛」、神奈川県産の豚肉「高座豚」の商標を登録している。
東京都世田谷区にある同名の企業は東京中央食品株式会社の関連会社で給食受託業務を事業とする別会社であり、資本関係はない。

## 沿革
- 1957年11月 - 中央食品株式会社設立、本社を東京都港区芝高浜町に置く。
- 1958年6月 - 東光ストア（現・東急ストア） 渋谷地下街（のちの東急百貨店東横店西館）に最初の直営店を開設。
- 1964年7月 - 東光ストア三軒茶屋店で、精肉のパッケージ販売を開始（業界初）。
- 1964年11月 - 本社を品川区東品川へ移転。
- 1971年11月 - 横浜物流センターを新築。
- 1972年7月 - 山形県（旧米沢藩手ノ子地方）産の黒毛和牛肉を発売、「手ノ子牛」として商標登録[5]。
- 1973年11月 - 狭山工場および狭山営業所の第一期工事が完成。
- 1979年8月 - 中央食品、東横食品工業（現在のサンジェルマンの前身）、東横食堂の3社が合併し株式会社東急フーズを設立。中央食品は同社ミート事業部となる。
- 1980年9月 - 東急百貨店本店に「ローゼンハイム」１号店を開店
- 1981年 - 神奈川県（旧高座郡）産の豚肉（高座豚）の販売開始[6]。
- 1982年6月 - 店内製造のハムソーセージ販売店「ハウスマッヘルエーベン」を東急百貨店まちだ店に開店（現在は閉店）。
- 1984年12月 - 「高座豚」を商標登録[6]。
- 1988年12月 - 第1回「高座豚共進会」を開催。
- 1994年5月 - セントラルフーズ設立。
- 1994年10月 - 東急フーズが各事業部ごとに分社。セントラルフーズはミート事業部の営業譲受し再独立。
  - 他の2事業部もそれぞれ「株式会社サンジェルマン」「株式会社レストラン・モンテローザ[注 1]」として独立。なお、2社は後に東急グループを離れている。
- 2003年6月 - 本社を品川区西五反田に移転。
- 2009年10月 - 南ドイツ食肉製品コンテスト(SUFFA)において金賞受賞。
- 2012年10月 - ドイツ国際品質競技会(DLG)において金賞受賞。
- 2013年11月 - 埼玉県より、狭山工場が「彩の国工場」の指定を受ける。
- 2014年3月 - ドイツ国際品質競技会で金賞を受賞。
- 2014年4月 - 「まーさんブランドパートナーシップ協定」を沖縄県畜産振興公社と締結。
- 2015年4月 - 熟成肉の販売を「精肉あづま」ルミネ立川店で開始。
- 2016年11月 - ドイツ国際品質競技会において金賞受賞。
- 2017年11月 - 新包装形態の「精肉スキンパック」の製造・出荷開始。
- 2018年3月 - ＤＬＧ２０１８（ドイツ国際品質競技会）で金賞６品、銀賞２品受賞。
- 2018年9月 - JAいるま野「あぐれっしゅげんき村」で 狭山工場の加工肉を販売開始。
- 2020年9月 - ローゼンハイム　40周年。
- 2021年3月 - セントラルフーズ　ヤフー店オープン。

## 組織

### 事業所
- 本社（東京都品川区西五反田2-15-7）
- 横浜工場（東京都町田市鶴間8-22-1）
  - 事業所名は「横浜工場」であるが、所在地は隣の町田市である。東名高速道路横浜町田インターチェンジ近くに立地。
- 狭山工場（埼玉県狭山市広瀬台2-2-8）
  - 「彩の国工場」指定（2013年-）

### 店舗ブランド
- ハム・ソーセージ類、惣菜等
  - ローゼンハイム（Rosenheim）
    - 商品ブランドでもある。東急グループ外にも多く出店していたが、2020年から2021年にかけて縮小し、2021年1月31日の京急百貨店ローゼンハイム閉店をもってグループ内の店舗のみとなった。
- 精肉
  - 精肉あづま
    - ルミネ立川店にて、熟成肉（ドライエイジング）を取り扱っている。

  - ベストワン（BEST-1）
    - 2018年現在、イオン新百合ヶ丘店とマルイファミリー海老名店のみ。

### 主な商品ブランド
- ローゼンハイム（Rosenheim）
  - ハム・ソーセージ類、惣菜等。店舗ブランドでもある。
- 手ノ子牛[5]
  - 和牛肉（山形県産）、登録商標。
- 高座豚[6]
  - 豚肉（神奈川県産）、登録商標。

### 店舗
公式サイト内「販売店」を参照。
また、自社運営ネットショップなどでの通信販売も行っている。

#### かつてあった店舗
- 「ハウスマッヘルエーベン」 - 店内製造のハムソーセージ販売店。東急百貨店まちだ店（現・町田東急ツインズ）内。
- 「ローゼンハイム KOZA GRILL」 - 東名高速道路上り線海老名サービスエリア「EXPASA海老名」内。2011年12月出店、2017年1月閉店[4]。
- 「惣菜あづま」 - 惣菜店。東急百貨店東横店（B1F 東急フードショー内）にあった。2020年9月13日閉店（東急百貨店東横店の閉店により）。
- 「渋谷カツ　Ｑメンチ」 - 揚げ物専門店。2019年11月1日に TOKYU Foodshow EDGE 内に開店したが、2021年1月31日をもって閉店した。
- 「グーディッシュ・バイ・ローゼンハイム」 - 洋惣菜店。2019年3月28日にあざみ野 東急フードショースライス内に開店したが、2020年9月27日をもって閉店した。